# Ђорђе Андрејевић Кун
Ђорђе Андрејевић Кун (Вроцлав, 31. март 1904 — Београд, 17. јануар 1964) био је српски сликар и графичар, учесник Шпанског грађанског рата и Народноослободилачке борбе и члан Српске академије наука и уметности.
Након завршене Уметничке школе у Београду, 1925. усавршавао се три године у Италији и Француској. Фебруара 1931. имао је прву самосталну изложбу, а новембра исте године је победио на конкурсу за израду грба Београда. Излагао је на изложбама у Уметничком павиљону на Калемегдану и на изложбама независних уметника у земљи и иностранству. Као присталица левичарских идеја, 1934. окрену се социјалистичком реализму и образовао уметничку групу Живот, чија је девиза била „за борбени реализам”. Почетком 1937. издао је мапу графика Крваво злато, са тематиком из рударског живота, али је иста забрањена од полиције.
Априла 1937. отишао је у Шпанију, где се у редовима Интернационалних бригада борио против фашизма. Маја 1938. вратио се у Југославију, где је издао мапу графика За слободу, са тематиком из борбе шпанског народа. Као и претходна и ова је била забрањена. Године 1939. постао је члан илегалне Комунистичке партије (КПЈ). Због револуционарног рада налазио се под надзором полиције. Хапшен је марта 1939, а од јануара до априла 1940. био је интерниран у логор у Билећи. Након окупације Југославије, 1941. илегално је деловао у Београду и радио у партијској техници ЦК КПЈ. Половином 1943. прешао је на ослобођену територију, након чега је радио у пропагандном одељењу Врховног штаба НОВ и ПОЈ. Биран је за члана АВНОЈ од његовог Другог заседања. У току рата израдио је нацрте за грб Југославије и прва партизанска одликовања. Након рата издао је мапу графика Партизани, с тематиком из ослободилачке борбе.
У послератном периоду био је активни друштвени радник. Био је професор Академије ликовних уметности у Београду и од 1959. до 1963. ректор Уметничке академије у Београду. Од 1950. био је дописни, а од 1958. редовни члан САНУ. Од 1957. до 1960. био је председник Савеза ликовних уметника Југославије. Биран је за народног посланика Народне скупштине НР Србије и члана Централног комитета Савеза комуниста Србије.
У уметничком раду стварао је велике композиције, портрете, мртве природе и фигуре, а нарочито је познат по цртежима и гравирама. Својим радовима овековечио је предратну радничку борбу и ратну партизанску борбу. Године 1947. стекао је звање мајстора-сликара, а самосталне изложбе имао је 1953, 1959. и 1963. године. Сахрањен је у Алеји народних хероја у Београду.

## Биографија
Рођен је 31. марта 1904. у месту Вроцлав у југозападној Пољској, тада у саставу Немачког царства. Био је четврто од укупно петоро деце у породици Вељка Андрејевића Куна и његове супруге Гертруде. Отац Вељко био је графички мајстор и пре него што је 1892. отишао у Немачку, где је изучио и граверски занат. Радио је потом као гравер у једном од најбољих графичких предузећа у Берлину и успео да споји занат и велику наклоност према уметности. Испоставило се да је и једно и друго пренео на најмлађег сина. Уметничку црту у малом Ђорђу први је открио његов берлински учитељ господин Штрајх. Породица Андрејевић дошла је у Београд 1914, где је Вељко отворио штампарију у Балканској улици.

### Почетак уметничког рада
Након завршене основне школе, Ђорђе је завршио четири разреда ниже гимназије и упоредо, испуњавајући очеву жељу, изучио штампарски занат. Потом је од 1921. до 1925. учио сликарство на Уметничкој школи у Београду, где су му наставници били сликари Петар Добровић, Љуба Ивановић и Милан Миловановић. Заједно са њим учили су тада млади сликари — Станислав Сташа Беложански, Антон Хутер, Момчило Мома Стевановић, Станка Лучев и др. Посебан утицај на Кунов даљи сликарски рад оставили су Миловановић и Ивановић, због чега се он касније у својој уметничкој каријери колебао између форме и боје и између сликарства и графике, док је Добровић имао утицаја на његов друштвени ангажман. Захваљујући добротвору, београдском трговцу Илији Ранкићу, добио је стипендију за сликарско усавршавање у Италији. Пуне две године 1925—1927. боравио је у Риму, Фиренци, Милану и Венецији, где је учио, сликао, обилазио музеје и галерије. Током усавршавања у Италији сликао је копије великих мајстора ренесансе и барока Микеланђела, Тицијана, Веронезеа, Тинторета, које је потом слао свом добротвору. Након Италије, трећу годину студија наставио је у Паризу, где је проучавао савремене уметнике Сезана, Модиљанија и бугарског сликара Жила Паскина. Овде је пронашао свој стил сликања, али и продао своје прве слике, које се и данас чувају у приватним збиркама.
Одмах по повратку у Београд, 1929. Кун је узео учешће на јесењој изложби београдских уметника. Био је ово један од његових првих наступа у јавности. Није остао незапажен, критика је била благонаклона према његовом вештом компоновању, али му је замерала употребу тамних земљаних боја. У току 1929. и наредне две године, учествовао је на пролећним и јесењим изложбама у Уметничком павиљону на Калемегдану, где је публика могла да види око десетак његових композиција, портрета, мртвих природа, аутопортрета и пејзажа. Крајем фебруара 1931. имао је своју прву самосталну изложбу у Уметничком павиљону, на којој су преовладавале две његове главне теме — мртва природа и аутопортрет. Септембра исте године учествовао је на анонимном конкурсу за грб Београда, на коме је учешће узело 56 уметника из читаве Југославије. Након завршеног конкурса, новембра исте године његов рад под шифром Црвена тројка награђен је првом наградом у вредности од пет хиљада динара. Одлуком Београдске општине његов нацрт грба постао је тада званични грб Београда, који је у употреби и данас. Исте године, Кун се венчао са Надом Ратковић, студенткињом историје уметности на Филозофском факултету, коју је упознао још 1925. године. Нада је током студија припадала Марксистичком клубу, а због своје комунистичке активности, била је хапшена и извођена пред Државни суд за заштиту државе, али је услед недостатка доказа пуштена. Ђорђе и Нада су најпре становали на Чубури, а 1935. након што им се родила ћерка Мира преселили су се у Кунов атеље у поткровљу основне школе „Војислав Илић” на Врачару, где су становали до 1937. године.

### Ангажовани уметнички рад
Још као шегрт у радионици свог оца Вељка, Ђорђе је волео да се дружи са радницима, па се учланио у Удружење графичких радника. Као ученик Уметничке школе насликао је 1923. првомајски плакат, који су радници закачили на трамвај, који је кружио београдским улицама. Ипак његово веће интересовање за левичарске идеје и комунизам настало је највероватније током његовог боравка у Паризу, где је од пријатеља добијао књиге и Лењину и Совјетском Савезу. Како је његова супруга Нада припадала комунистичким групама на Универзитету, преко ње је почео да се дружи са комунистима и члановима тада илегалне Комунистичке партије (КПЈ). Левичарске идеје, којима је био наклоњен, у почетку нису утицале на његов уметнички израз, све до 1934. када је дошло до прелома у његовом стваралаштву. Пресудни утицај на ово имали су конференција Међународног удружења револуционарних писаца, одржана 1930. у Харкову и Први конгрес совјетских писаца, одржан августа 1934. у Москви на коме је дефинисан појам социјалистичког реализма, уметничког стила са циљем ширења идеја комунизма и социјализма.
Од 1931. до 1934. Кун је био члан уметничке групе Облик, која је била једна од најзначајнијих уметничких група у Југославији, у међуратном периоду и чији су чланови, између осталог, били сликари: Бранко Поповић, Петар Добровић, Јован Бијелић, Сава Шумановић, Вељко Станојевић, Мило Милуновић и Марино Тартаља. Заједно са члановима ове групе, Кун је излагао све до 1934, када са групом истомишљеника, уметника-левичара, оснива уметничку групу Живот, чији су чланови били сликари: Мирко Кујачић, Драган Бераковић, Ђурђе Теодоровић, Радојица Живановић Ное, као и вајари Владета Пиперски и Стеван Боднаров. Они су се залагали за „борбени реализам”, а против „уметности ради уметности”, прихватајући социјалистички реализам као свој уметнички правац. Одржавали су везе са загребачком групом Земља, коју је полиција забранила 1935. године. Група уметника, коју су предводили Боднаров, Бераковић, Кујачић и Кун поднела је Резолуцију о материјалном положају уметника тражећи одређене олакшице за изнајмљивање изложбеног простора Уметничког павиљона на Калемегдану и промену критеријума селекције дела за изложбе. Пошто су њихови захтеви одбијени, одлучили су се за бојкот јесење изложбе 1936, а крајем исте године су на Техничком факултету у Београду одржали бојкоташку изложбу.
Главна идеја овог стила била је да тема уметничког дела треба да буде свакодневица радника, како би им уметност помогла у борби против класног непријатеља. Кун се тада вратио графици, као најпогоднијем уметничком медијуму за остварење ових захтева. У лето 1934, заједно са супругом, отпутовао је у Бор са циљем да направи „збирку мапа рудника у руднику”. Руднику у Бору, налазио се тада у власништву француске компаније, али није био ограђен, па је могао несметано да обилази рударске погоне, површински коп и топионицу, као и друге радионице. Упознао се и спријатељио са радницима, који су му помагали у раду. Током рада на сакупљању материјала за уметнички рад запао је за очи једном рударском надзорнику који га је пријавио полицији. На саслушању у полицији скренута му је пажња да не обилази рудник без дозволе и наложено да напусти град. Потом се накратко склонио у Зајечар, а потом поново илегално дошао у Бор. За око месец дана прикупио је материјал снимљен фотоапаратом и скицираним цртежима. Након повратка у Београд, на преси за израду клишеа, која је израђена према његовим нацртима, направио је мапу графика коју је назвао Крваво злато. Иако је мапа била готова, у Београду није успео да пронађе штампара, који би одштампао ову збирку графика са темом из радничког живота. Како би приказао јавности горку истину о људима и злату, у свом атељеу је 1936. одштампао 10 примерака мапе Крваво злато. Уз помоћ студента архитектуре Воје Мидића, дошао је до штампара Јована Лукса из Старог Бечеја, који је одлучио да у својој штампарији одштампа мапу. Јануара 1937. одштампано је првих 250 примерака, а убрзо је изашло и друго издање од 1.000 примерака. Мапу графика на којима је приказана тешка рударска свакодневица и мукотрпан рад, али и раскалашни живот профитера, за који је предговор написао књижевник Јован Поповић, Управа града Београда забранила је већ у фебруару 1937. године.
- Крваво злато (1937)

### Боравак у Шпанији
Оружана побуна дела војске, предвођене генералом Франциском Франком, против демократске владе Шпаније, коју су водили социјалисти, прерасла је јула 1936. грађански рат у Шпанији. Након што су фашистичка Италија и нацистичка Немачка подржале Франкове националистичке трупе, овај рат изазвао је велико интересовање европске јавности, поготово оне која је била антифашистички расположена. Услед тешког положаја, шпанска влада је у јесен 1936. позвала све антифашисте да јој се придруже у борби против фашизма, а новембра исте године КП Југославије је упутила позив свим југословенским комунистима и антифашистима да се прикључе борби за одбрану Шпанске републике. Студенти Универзитета у Београду су од 25. маја до 2. јуна 1937. организовали недељу солидарности са шпанским народом, на коме је сакупљан новац у корист помоћи добровољаца који су долазили у Шпанију. За потребе ове манифестације Кун је насликао лик мале Аните из песме Број 4-21-35 Душана Матића, који је студентска омладина носила на својим реверима. У то време и сам Кун се одлучио да пође у Шпанију. Како су власти Краљевине Југославије спречавале одлазак југословенских добровољаца, Кун је најпре од полиције одбијен за пасош, али је потом затражио заједнички пасош са супругом Надом, ради одласка у Париз, где се тада одржавала Светска изложба. Уз помоћ једног адвоката, који је радио у полицији, добио је пасош и са супругом јула 1937. отпутовао у Париз, где се налазио Комитет који је помагао одлазак југословенских добровољаца у Шпанију. У Паризу је Кун имао сусрете са својим пријатељем Бором Барухом, који је радио у Комитету, као и добровољцима Радивојем Увалићем, Родољубом Чолаковићем и др. Боравио је у Баруховом атељеу, у коме је тада сликала и Љубица Цуца Сокић.
Након два месеца чекања, са једном мањом групом, кренуо је за јужну Француску, одакле су илегално прешли у Шпанију. Одмах по доласку, прошао је војну обуку, током које је био изабран за командира, југословенских добровољаца који су се ту налазили. После завршене обуке били су распоређени у Интернационални батаљон Ђуро Ђаковић и упућени на фронт у Албасету. Током боравка на првој линији фронта, поред учешћа у борбама, правио је цртеже са мотивима из борбе. Касније је на инсистирање Божидара Масларића и Родољуба Чолаковића био пребачен у Штаб батаљона, како ни би страдао на првој линију. Ипак, Кун је сматрао да истинске скице из борбе може направити само на лицу места. Касније је као културни радник пребачен у Штаб 129. интернационалне бригаде. У Шпанији је сарађивао са новинаром и књижевником Аугустом Цесарцем и направио седам цртежа за илустрацију његовог рукописа, који је 1938. објављен у Торонту под називом Шпањолски сусрети — књига сусрета са људима и градовима. Маја 1938, по налогу КПЈ, са фронта у Теруелу пребачен је у Барселону, где му је саопштено да се мора вратити у Париз. У Барселони је имао сусрет са Костом Нађем. Како није имао никаквих докумената морао је илегално прећи границу.
У Паризу је поново боравио код Баруха, где је провео месец дана, а потом се половином 1938. вратио у Југославију. Како је имао пасош којим је отпутовао на Светску изложбу, у земљу се вратио легално. Све цртеже и скице, које је направио у Шпанији, оставио је у Паризу, одакле су потом послате курирском поштом. Његово одсуство из Београда трајало је једанаест месеци, а полиција је наслућивала да није све време боравио у Паризу. Са породицом је живео у кући таста Михајла Ратковића на Котеж Неимару и сликао, скупљајући новац да издавање мапе графика о Шпанији. Крајем 1938. успео је да пронађе штампара који је јануара 1939. одштампао мапу За слободу, која је садржала 12 графика са тематиком из Шпанског грађанског рата. Одмах по издавању мапе, ухапшен је заједно са штампаром. Месец дана је провео у „Главњачи”, затвору Управе града Београда, где је над њим вођена истрага. Како полицијски агенти нису успели да нађу доказ његовог боравка у Шпанији, пуштен је на слободу. Приликом хапшења, полиција је запленила и потом уништила, скоро целокупно издање мапе За слободу, а од неколико сачуваних примерака је марта 1946. поводом Конгреса шпанских бораца Југославије штампана копија. Поред ове мапе, Кун је на тему борбе у Шпанији направио и две слике — Стрељање из 1939. приказује групу ухваћених родољуба, који пркосно и смело на стратишту стоје испред фашистичких цеви, док Но пасаран из 1948. приказује жену која енергично и поносно стоји са пушком, а изнад ње се налази натпис „Но пасаран” (Неће проћи).
- За слободу (1938)

### Револуционарни рад
Политичка активност Ђорђа Андрејевића Куна била је добро позната полицији, која га је још раније евидентирала као комунисту. Уплашена почетком Другог светског рата, септембра 1939, као и све већим политичким немирима у земљи, које су кулминирале великим демонстрацијама у Београду, 14. децембра 1939. Влада Цветковић—Мачек донела је одлуку о формирању концентрационих логора за политичке противнике. На основу Уредбе, којом је Намесништво овластило владу, да може уместо распуштене Народне скупштине мењати постојеће законе и уредбе, као и доносити нове, влада је изменила Закон о заштити јавне безбедности, чиме су управно-полицијске снаге добиле овлашћења да на боравак у друго место упуте лица која ремете рад и мир или им одреди место становања под надзором власти. Убрзо након доношења ових измена закона, крајем децембра 1939. и почетком јануара 1940. ухапшена је у Београду група од 25 истакнутих комуниста. Међу ухапшенима били су Моша Пијаде, Иван Милутиновић, Иво Лола Рибар, Бора Барух, Благоје Нешковић и Кун, који је 1. јануара 1940. у кући на Вождовцу, у којој је тада становао. Након извесног времена проведеног у затвору Управе града Београда, сви ухапшени су 18. јануара 1940. спроведени у концентрациони логор у Билећи. По доласку у логор, затвореници који су углавном били чланови КПЈ, формирали су партијски комитет на чијем челу су били Пијаде, Милутиновић и Тодор Вујасиновић. У току боравка у логору Моша Пијаде је Куну саопштио да је примљен у чланство Комунистичке партије Југославије (КПЈ), која је у то време деловала илегално, јер је њена активност била забрањена од стране власти Краљевине Југославије. Иако је у КПЈ примљен 1940, партијски стаж му је по речима Моше Пијаде текао од 1939. године. Како би прекратили време у логору, сликари Барух, Пијаде и Кун су правили разне цртеже, које су углавном радили оловком. Кун је радио ентеријере затвора, а многе скице и сећање послужиће му да исте године наслика велику композицију Чекање.
Од формирања логора у Билећи, КП Југославије је у јавности повела оштру кампању за његово укидање. У борби за укидање логора, придружиле су јој се и друге демократске и опозиционе групе. Под притиском јавности, а посебно угледних појединаца, влати Краљевине Југославије су постепено пуштале затворенике из логора, који је званично укинут 25. новембра 1940. године. У групи затвореника која је 22. априла 1940. пуштена из логора били су ухапшеници из Београда, међу којима Пијаде, Рибар и др. Након повратка у Београд, Кун се са породицом поново настанио код таста Михајла Ратковића, где је у сутерену куће направио свој атеље. Овде је свакодневно долазио Моша Пијаде, а једно време су заједно сликали у Куновом атељеу и заједно излагали на Тринаестој јесењој изложби у Уметничком павиљону на Калемегдану.
У јесен 1940. Светозар Вукмановић Темпо, који је руководио техничком Централног комитета КПЈ, договорио је са партијским активистима Бранком и Даницом Максимовић да се у кући коју су зидали на Бањичком венцу, изгради специјално склониште за потребе рада илегалне штампарије, која би штампала летке и други пропагандни партијски материјал. У овај посао укључен је и Кун, који је након завршетка пројекта, који је израдио архитекта Ђорђе Станић, направио одређене измене, тако да је у подруму зграде добијена специјална просторија. Градња куће почела је почетком 1941, али су бомбардовање Београда и почетак окупације, априла 1941, накратко прекинули радове. Првих месеци 1941. полиција Управе града Београда одлучила је да под изговором „војне вежбе” окупи све истакнуте београдске комунисте и упути их у Смедеревску Паланку у војни логор. Како је КПЈ успела да разоткрије овај план, сви комунисти са планираног списка прешли су у илегалност. Међу њима је био и Ђорђе Андрејевић Кун.

### У окупираном Београду
Након напада Сила осовине на Краљевину Југославију и бомбардовања Београда, 6. априла 1941. Кун је пошао у Бачку Паланку, како би се јавио војној команди, у коју је био распоређен према ратном распореду. У Руми је добио вест да је његова јединица пребачена у Босну, па је одатле преко Шапца и Зворника кренуо ка Хан Пијеску, где је добио вест о капитулацији Југословенске војске. Потом је кренуо назад у Београд, обилазећи већа места, како не би био ухапшен и одведен у заробљеништво. Након две недеље потраге за јединицом, вратио се кући крајем априла. Кућа његовог таста, у којој је становао са породицом, била је оштећена у немачком бомбардовању и том приликом је страдао велики број његових слика. На самом почетку окупације, Ђорђе Андрејевић Кун прешао је у дубоку илегалност, јер је полицији био добро познат као комуниста. Партијску одлуку о преласку у илегалност Куну је саопштила Спасенија Цана Бабовић. Како би што боље заварао евентуални полицијски траг пустио је бркове, променио фризуру, почео да носи наочаре, а временом је променио и начин ходања. Узео је тада илегално име Петар Антонијевић. Још у предратном периоду Кун је почео да се за партијске потребе бави израдом фалсификованих докумената — пасоша, личних исправа, печата и разних докумената. Временом је овај посао усавршио до савршенства. Уз помоћ свог друга из Шпаније Милана Благојевића, који је као илегалац током 1939. становао у његовој кући, маја 1941. израдио је потребне алате за израду фалсификованих докумената. Благојевић који је био металски радник израдио му је у једној приватној радионици серију штихова од челика за гравуру, док је потребне печате радио самостално у дрворезу. Уз помоћ Благојевића, тада је у зидни бункер зазидао своју графичку пресу, као и друге ствари за које је сматрао да не би смеле да падну у руке окупатора или полиције.
О прецизности Кунове израде фалсификованих докумената писао је и немачки полицијски билтен, након што су Немци успели да открију један фалсификовани документ, који је садржао печат из два дела. Анализом документа, који је био на немачком језику, утврђено је да се ради о фалсификату, који је због своје прецизности збунио и Немце и Специјалну полицију. Симпатизери партизанског покрета, који су радили у београдској полицији, успели су да партијском руководству предају примерак немачког билтена у коме је писано о „врло добро израђеном фалсификату”. У току лета 1941. Кун је у Београду имао сусрет са генералним секретаром КПЈ Јосипом Брозом Титом, кога је снабдео лажним документима, али тада није знао његов прави идентитет. Крајем маја 1941. настављени су радови на изградње куће, у којој се налазила специјална просторија, за смештај партијске штампарије. Како би се замаскирао улаз у ову просторију, Кунов таст Михајло Ратковић, израдио је у својој столарској радионици плакар из кога се улазило у скровиште. Кун је био један од малобројних људи, који су знали за постојање и рад илегалне штампарије ЦК КПЈ у Београду, која је почела са радом августа 1941. године. Многе публикације, које су овде штампане, украшаване су његовим дрворезима, а урадио је и заглавља за листове Глас, Пролетер и Билтен Врховног штаба.
Од почетка окупације, Кун је живео у стану своје рођаке у Хаџи Милентијевој улици, али је због незгода која се почетком августа 1941. догодила у непосредној близини морао да промени место боравка. У истој улици на броју 68 становали су илегално шпански добровољац Лазар Симић и његова супруга Рахела Барух, који су радили на изради експлозивних направа за извршавање диверзантских акција. Једном приликом дошло је до експлозије у којој су тешко рањени, након чега су Немци и жандарми детаљно претресли овај крај. После напуштања Неимара, прешао је на Топчидерско брдо, где је становао до 1942. када је дошао у кућу на Бањичком венцу, у којој се налазила илегална штампарија. Потом је одређено време живео у непосредној близини у кући у Чиновничкој колонији, у чијем је сутерену, одмах по доласку, направио тајно склониште. Легални станари у кући биле су мајка и сестра шпанског добровољца Влајка Беговића, док су илегални станари, поред Куна, извесно време били Светозар Вукмановић Темпо и Иван Рибар. Касније се поново вратио у кућу на Бањичком венцу, у којој је остао до одласка из Београда.

### На слободној територији
Првобитни план о Куновом напуштању Београда и преласку на ослобођену територију Ужичке републике, омео је почетак Прве непријатељске офанзиве, у јесен 1941. године. Како је даљи опстанак истакнутих илегалаца у окупираном Београду био све тежи, одлучено је да средином 1943. већа група илегалаца пређе на слободну територију. Ову групу сачињавали су — Владислав и Јара Рибникар, Љубица Ђоновић, Брана Перовић, Лепа Жујовић, Славка Морић, Милада Рајтер, Ђорђе Бошковић, Лепа Нешић, Нада и Ђорђе Андрејевић Кун и др. Како не би били опажени од стране окупатора и Специјалне полиције, чланови групе су одвојено од маја 1943. у мањим групама напуштали град. Нада и Ђорђе су 3. јуна напустили Београд и отишли у Обреновац, где су код села Скела, преко Саве прешли у Срем. Скуп београдских илегалаца, био је у селу Сремски Михаљевци, код Пећинаца, одакле су у рану јесен 1943. прешли у Босну.
Након преласка у Босну, група београдских илегалаца се преко Мајевице пребацила на Озрен, где их  је сачекао Моша Пијаде, члан Врховног штаба. Приликом сусрета са Мошом, Кун га је информисао о страдању чланова његове породице у холокаусту. Са Озрена, упутили су се у ослобођено Јајце, које је тада било центар партизанске слободне територије. Овде је Кун становао у кругу фабрике карбида, где је у некадашњој канцеларији директора сместио свој партизански атеље. Како је дошао без алата и материјала за сликање, сналазио се на разне начине да набави неопходне ствари. По његовим нацртима, радници су му израдили специјалну пресу за отискивање дрвореза и линореза, као и потребан алат. У јесен 1943. Јајце се припремало за одржавање Другог заседања АВНОЈ-а, па је тим поводом, заједно са вајаром Антуном Аугустинчићем и сликаром Божидаром Јакацем, учествовао у декорисању сале обновљеног Дома културе, у коме је 29. и 30. новембра одржано заседање. Кун који је био члан Пропагандног одељења Врховног штаба НОВ и ПОЈ насликао је портрет Јосипа Броза Тита, као и портрете лидера водећих земаља Антихитлеровске коалиције — Винстона Черчила, Френклина Рузвелта и Јосифа Стаљина. Две велике слике, које су илустровале партизанску борбу, биле су постављене на самом улазу у Дом културе. Након заседања, на коме је присуствовао као већник Антифашистичког већа народног ослобођења Југославије (АВНОЈ), поверен му је задатак да изради грб Нове Југославије. На предлог Врховног штаба, а на основу одлука Националног комитета ослобођења Југославије (НКОЈ), започео је рад на грбу, а током трагања за решењем како да начини средиште грба, послужио му је предлог Моше Пијаде који му је предложио да као симбол узме буктиње. Коначно решење грба прихваћено је од стране Врховног штаба, а након рата финалну стилизацију грба извршио је Антун Аугустинчић, који је потом коначно озваничен Уставом ФНРЈ донетим 31. јануара 1946. године.
Током боравка у Јајцу и касније у Дрвару, у зиму и пролеће 1944. Кун је заједно са Аугустинчићем радио и на изради идејних скица за прва партизанска одликовања установљена још маја 1943. године. Тада је направио идејна решења за Орден народног хероја, Орден народног ослобођења, Орден братства и јединства, Орден партизанске звезде у три реда, Орден за храброст и Медаљу за храброст. Након тога Аугустинчић је са Куновим цртежима отишао у Совјетски Савез, где су у лето исте године у Москви израђена прва партизанска одликовања. На предлог Ивана Милутиновића, повереника за народну привреду у НКОЈ, априла 1944. израдио је у Дрвару прву партизанску поштанску марку. Приликом немачког ваздушног десанта на Дрвар, 25. маја 1944. спаљена је кућа у којој је Кун боравио и том приликом су изгорели многи његови сликарски и графички радови. Ипак, његови најзначајнији радови, као и блок у коме је скицирао, налазили су се у торби, од које се никад није одвајао. На основу скица насталих у току рата, након ослобођења израдио је мапу графика под називом Партизани. Један од радова из мапе била је скица Курир Јовица, која представља дечака-борца са превеликим шињелом, чизмама и строго-озбиљним изразом лица и која је временом постала графички симбол омладине Југославије у Народноослободилачком рату. За израду ове скице, Куну је послужио петнаестогодишњи Јован Толомир, из села Подоругла, код Мркоњић Града, који је био курир при Врховном штабу.
- Партизани (1943–1945)

### Послератни период
После ослобођења Кун је објавио мапу цртежа Партизани, с тематиком из ослободилачке борбе. Године 1946. је награђена Наградом Југословенског савеза за графику, а 1949. године његов уљани рад Сведоци ужаса добио је Награду југословенске федерације за сликарство. Дизајнирао је три мозаика, један на Споменику револуцији у Ивањици, други на фасади јавне зграде у Крагујевцу, а трећи у Музеју Холокауста у Паризу. Године 1947. стекао је звање мајстора сликара и излагао у Београду (1953. и 1959), Крагујевцу, Чачку, Нишу, Скопљу и Сомбору, а 1963. у Берлину. На његов рад додатно су утицали Георг Грос и Франс Масерил.
Био је професор Академије ликовних уметности у Београду (1945-64) и ректор Уметничке академије.
Илустровао је и опремио бројна књижевна дела: (Жена у кошуљи, Колона, Црвене рибе, Риба на белом...) На његов рад утицали су Георг Грос и Франс Масерел.
Умро је од последица срчаног удара 17. јануара 1964. у Београду. Сахрањен је 19. јануара у Алеји народних хероја на београдском Новом гробљу.

## Признања
У току живота и рада Ђорђе Андрејевић Кун је добио многа признања, а најзначајнија су:
- Награде:
- 1931. Прва награда за грб Београда,
- 1940. Награда за графику Државне штампарије у Београду,
- 1947. Прва награда за графику Комитета за културу и уметност Владе ФНРЈ,
- 1949. Прва награда за сликарство Председништва владе ФНРЈ,
- Одликовања:
- Орден рада првог реда
- Орден заслуга за народ првог реда
- Орден братства и јединства првог реда
- Орден за храброст
- Партизанска споменица 1941.

## Галерија
- Кунов дизајн грба града Београда, 1931.
- Партизанска споменица 1941, дизајн Ђорђа Андрејевића Куна и Антуна Аугустинчића, 1941.
- Орден народног хероја, дизајн Ђорђа Андрејевића Куна и Антуна Аугустинчића, 1942.
- Орден партизанске звезде, дизајн Ђорђа Андрејевића Куна и Антуна Аугустинчића, 1943.
- Скице за грб СФРЈ, 1943.
- Кунов дизајн новчанице првог југословенског динара, 1944.
- Иво Лола Рибар говори затвореницима у логору Билећа, 1940.
- Прва шетња затвореника по логорском дворишту, 1940.
- Соба у београдској Главњачи, 1940.
- Жандарми спроводе затворенике у логору у Билећи, 1940.
- Жандарми туку Мошу Пијаде у логору Билећа,1940.
- Плакат за први антифашистички митинг жена Србије, 1945.
- Плакат за промовисање петогодишњег плана, 1950.
- Први мај, Београд, 1955.
- За слободу, мир и социјализам, 1959.
- Прва поштанска марка нове Југославије, 1945.
- Поштанска марка из 1975. са Куновом сликом Кујна бр. 4
- Поштанска марка из 1978. са Куновом графиком из Шпанског грађанског рата